# Diecezja Engativá
Diecezja Engativá (łac. Dioecesis Engativensis, hisz. Diócesis de Engativá) – rzymskokatolicka diecezja ze stolicą w dzielnicy Bogoty Engativá, w Kolumbii. Biskup Engativá jest sufraganem arcybiskupa Bogoty.
W 2023 na terenie diecezji pracowało 174 zakonników i 194 siostry zakonne.

## Historia
6 sierpnia 2003 papież Jan Paweł II bullą Ad efficacius providendum erygował diecezję Engativá. Dotychczas wierni z tych terenów należeli do archidiecezji bogotańskiej.

Mapa diecezji

## Biskupi Engativá
- Héctor Luis Gutiérrez Pabón (2003 - 2015)
- Francisco Antonio Nieto Súa (2015 - 2024)
- Germán Medina Acosta (od 2024)